# Dingtuna
Dingtuna är en tätort i Västerås kommun och kyrkbyn i Dingtuna socken. 

## Befolkningsutveckling
| Befolkningsutvecklingen i Dingtuna 1960–2020 | Befolkningsutvecklingen i Dingtuna 1960–2020 | Befolkningsutvecklingen i Dingtuna 1960–2020 | Befolkningsutvecklingen i Dingtuna 1960–2020 | Befolkningsutvecklingen i Dingtuna 1960–2020 |
| -------------------------------------------- | -------------------------------------------- | -------------------------------------------- | -------------------------------------------- | -------------------------------------------- |
|                                              |                                              |                                              |                                              |                                              |
| År                                           |                                              |                                              | Folkmängd                                    | Areal (ha)                                   |
| 1960                                         | 1960                                         |                                              | 536                                          |                                              |
| 1965                                         | 1965                                         |                                              | 795                                          |                                              |
| 1970                                         | 1970                                         |                                              | 967                                          |                                              |
| 1975                                         | 1975                                         |                                              | 893                                          |                                              |
| 1980                                         | 1980                                         |                                              | 1 041                                        |                                              |
| 1990                                         | 1990                                         |                                              | 956                                          | 94                                           |
| 1995                                         | 1995                                         |                                              | 934                                          | 94                                           |
| 2000                                         | 2000                                         |                                              | 941                                          | 94                                           |
| 2005                                         | 2005                                         |                                              | 959                                          | 94                                           |
| 2010                                         | 2010                                         |                                              | 1 005                                        | 94                                           |
| 2015                                         | 2015                                         |                                              | 1 021                                        | 103                                          |
| 2020                                         | 2020                                         |                                              | 1 024                                        | 106                                          |
|                                              |                                              |                                              |                                              |                                              |

## Samhället
I Dingtuna finns Dingtuna kyrka, en skola årskurs F- 6, en kvarn, en pizzeria och ett äldreboende samt idrottsplatsen Tingsliden. Den gamla stationsbyggnaden härbärgerar sockengillet.
Antalet invånare ökade under 1960- och 1970-talen. Dingtuna har alltmer kommit att präglas av närheten till Västerås. Dagpendlingen dit är betydande för alla åldersgrupper.

## Kommunikationer
Dingtuna gamla stationshus invigdes 1876 ett par år efter att järnvägen Köping–Västerås tagits i bruk. Persontrafiken upphörde 1966 men återupptogs 1995. Förbindelserna numera är dock med Ludvika–Fagersta och Västerås och från nya perronger cirka 150 m väster om den gamla stationsbyggnaden.